# Moszczenica Niżna
Moszczenica Niżna (früher auch Moszczanica Niższa) ist eine Ortschaft mit einem Schulzenamt der Gemeinde Stary Sącz im Powiat Nowosądecki der Woiwodschaft Kleinpolen, Polen.

## Geographie
Der Ort liegt am Bach Moszczenica unter den Sandezer Beskiden (Beskid Sądecki).
Die Nachbarorte sind die Stadt Stary Sącz im Norden, Barcice Dolne im Osten, Moszczenica Wyżna im Süden, Gołkowice Górne im Westen, Mostki im Nordwesten.

## Geschichte
Der Ort wurde im Jahre 1276 erstmals urkundlich erwähnt. Er gehörte ursprünglich zu den Klarissen in Stary Sącz. Im Jahre 1325 wurde die lokale Pfarrei erstmals erwähnt, die im Jahre 1573 aufgelöst wurde.
Schon im Jahre 1770 besetzten habsburgische Truppen das Dorf und es wurde an das Königreich Ungarn angeschlossen. Nach der Ersten Teilung Polens kam Barcice zum neuen Königreich Galizien und Lodomerien des habsburgischen Kaiserreichs (ab 1804).
Im Jahre 1788 wurden im Zuge der Josephinischen Kolonisation deutsche Kolonisten katholischer und lutherischer Konfession angesiedelt. Diese Siedlung war ziemlich klein und sie ist jetzt nur ein Weiler Morawina (dt. Morau) genannt. Bis Ende des 19. Jahrhunderts wurden die Nachgeborenen der Kolonisten ganz polonisiert. Im Jahre 1900 hatte das Dorf 583 Einwohner, davon alle polnischsprachig und römisch-katholisch.
1918, nach dem Ende des Ersten Weltkriegs und dem Zusammenbruch der k.u.k. Monarchie, kam Moszczenica Niżna zu Polen. Unterbrochen wurde dies durch die Besetzung Polens durch die Wehrmacht im Zweiten Weltkrieg, während der es zum Generalgouvernement gehörte.
Von 1975 bis 1998 gehörte Moszczenica Niżna zur Woiwodschaft Nowy Sącz.

## Sehenswürdigkeiten
- Holzkirche (16./17. Jahrhundert).

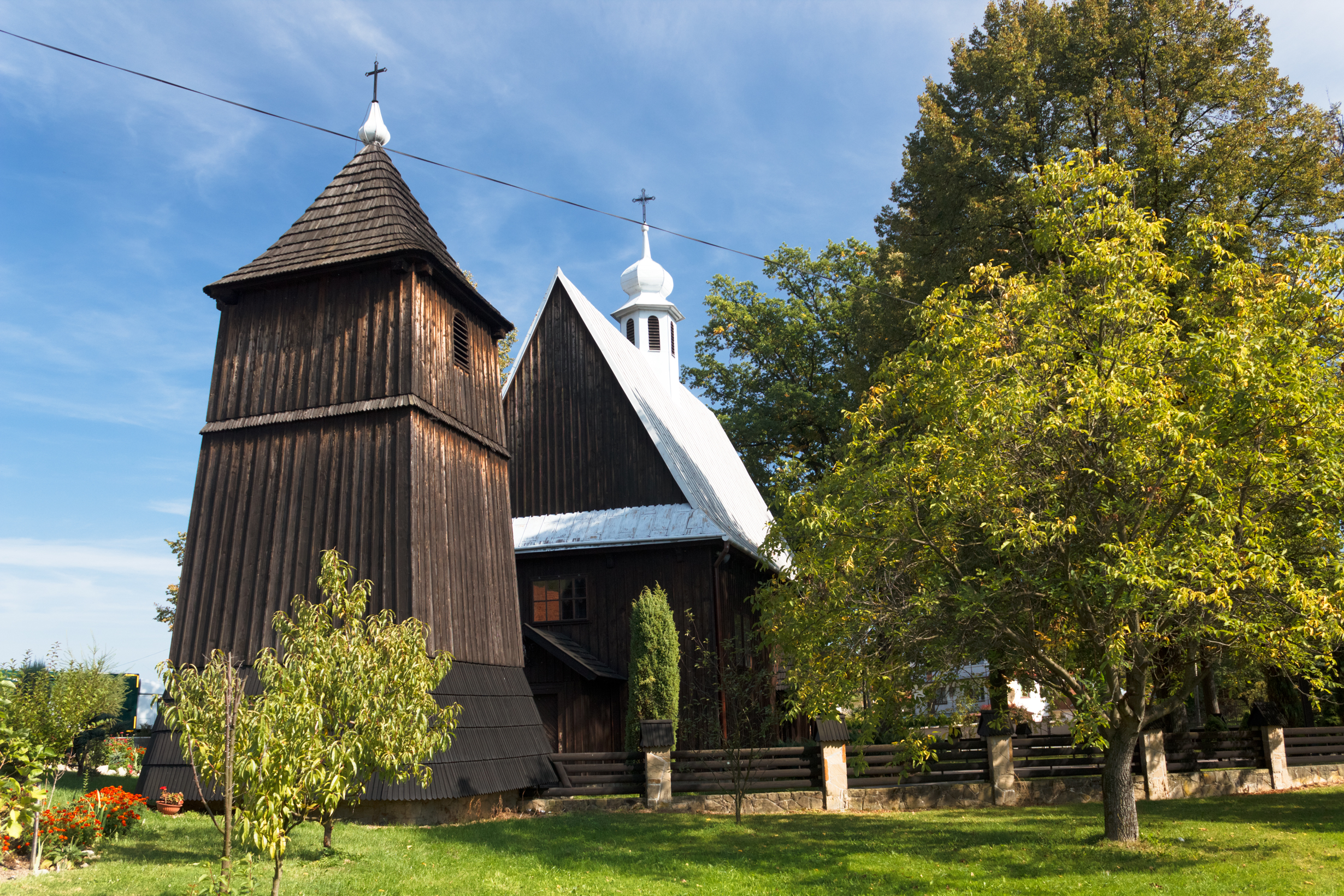
Holzkirche